# تئومان کومباراجیباشی
تئومان کومباراجیباشی (ترکی استانبولی: Teoman Kumbaracıbaşı؛ زادهٔ ۱۸ اکتبر ۱۹۷۱) هنرپیشه اهل ترکیه است.
از فیلم‌ها یا برنامه‌های تلویزیونی که وی در آن نقش داشته‌است می‌توان به شیر یا خط و خانم انریکا اشاره کرد.